# خانه آیت‌الله بروجردی
منزل آیت الله بروجردی مربوط به اواخر دوره قاجار است و در قم، خیابان آذر، کوچه تکیه آقا سید حسن واقع شده و این اثر در تاریخ ۱۱ مرداد ۱۳۸۴ با شمارهٔ ثبت ۱۲۵۴۳ به‌عنوان یکی از آثار ملی ایران به ثبت رسیده است.